# Pyreneosoma
Pyreneosoma es un género de miriápodos cordeumátidos de la familia Haplobainosomatidae. Sus 10 especies reconocidas son endémicas del este de la península ibérica (España) y de la Francia continental.

## Especies
Se reconocen las siguientes:
- Pyreneosoma aranensis Mauriès, 2010
- Pyreneosoma barbieri (Mauriès, 1971)
- Pyreneosoma bessoni Mauriès, 1974
- Pyreneosoma birosensis Mauriès, 2010
- Pyreneosoma consoranensis Mauriès, 2010
- Pyreneosoma convenarensis Mauriès, 2010
- Pyreneosoma digitatum Mauriès, 1959
- Pyreneosoma grandicoxae Mauriès, 2010
- Pyreneosoma ribauti Mauriès, 1959
- Pyreneosoma vicdessosensis Mauriès, 2010